# Ciscaucasie
Pour les articles homonymes, voir Caucase (homonymie).

Carte politique du Caucase.

La Ciscaucasie est une dénomination générique des territoires du Caucase du Nord, appelés aussi Nord-Caucase ou Caucase septentrional (par opposition à la Transcaucasie : Sud-Caucase ou Caucase du Sud ou Caucase méridional).

## Histoire
La Ciscaucasie a été conquise par la Russie au XIXe siècle durant la guerre du Caucase. Cette région comprend notamment l'ancienne Circassie dont les habitants musulmans ont longtemps résisté aux troupes russes.
La Ciscaucasie, comme l'ensemble de la région du Caucase, reste une zone politiquement instable dans laquelle certains conflits récents, tels que les guerres de Tchétchénie, trouvent des racines dans les génocides et exodes liés à la guerre du Caucase.

## Géographie
La Ciscaucasie est entièrement située en Russie et inclut géographiquement les républiques suivantes : la Karatchaïévo-Tcherkessie, la Kabardino-Balkarie, l'Ossétie du Nord-Alanie, l'Ingouchie, la Tchétchénie, le kraï de Stavropol et le Daghestan. L'ensemble constituant le district fédéral du Caucase du Nord. S'y ajoutent le kraï de Krasnodar et la république d'Adyguée, qui font partie du district fédéral Sud.

## Démographie
On estime en 2010 la population de la région à 9,86 millions d'habitants représentant de nombreuses ethnies, principalement les Russes (3 178 128), les Tchétchènes (1 335 183) et les Avars (863 884).
Les autres plus grands groupes ethniques de Ciscaucasie sont les Circassiens, les Darguines, les Ossètes, les Ingouches, les Koumyks, les Lezghiens, les Karatchaïs et les Laks[réf. souhaitée].